# Пилотович, Станислав Антонович
Станисла́в Анто́нович Пилото́вич (бел. Станіслаў Антонавіч Пілатовіч; 25 сентября 1922, д. Чароты, Игуменский уезд, ССР Белоруссия — 15 июня 1986, Минск, Белорусская ССР, СССР) — советский белорусский государственный и партийный деятель, дипломат.

## Биография
Родился в деревне Борок (ныне — Чароты, Пуховичский район Минской области). В 1940 году окончил Бобруйскую фельдшерскую школу. В 1952 году окончил Барановичский учительский институт. В 1956 году окончил Минский государственный педагогический институт имени М. Горького (заочно).
В 1941 году избран секретарём районного комитета ЛКСМ БССР Гайновского района Брестской области.
Во время Великой Отечественной войны участвовал в партизанском движении в Белорусской ССР. В 1942—1944 годах — боец партизанского отряда «Пламя» Минской области, секретарь Пуховичского, затем Червенского подпольных РК ЛКСМ Беларуси.
Член КПСС с 1944 года. В 1944—1948 годах — секретарь Червенского райкома ЛКСМ БССР (Минская область). В 1946—1948 годах — секретарь Минского обкома, в 1948—1953 годах — 1-й секретарь Барановичского обкома ЛКСМ Беларуси. С 1953 года — секретарь Новогрудского райкома Компартии Беларуси, в 1958—1960 годах — 2-й секретарь Гродненского обкома КПБ, в 1960—1962 годах — заведующий отделом ЦК Компартии Беларуси. С апреля 1962 по декабрь 1965 года был 1-м секретарём Витебского обкома КПБ (в том числе с января 1963 по 7 декабря 1964 года — сельским). В 1965—1971 годах — секретарь ЦК КПБ.
С 10 марта 1971 по 17 мая 1978 года — чрезвычайный и полномочный посол СССР в ПНР. Верительные грамоты вручил 20 марта 1971 года.
С мая 1978 по 1983 год — заместитель председателя Совета Министров БССР. С 1983 года на пенсии.
Делегат XXIII и XXIV съездов КПСС. Депутат Верховного Совета СССР 7—8 созывов. Депутат Верховного Совета БССР (1959—1967, 1978—1985).
Член ЦК КПБ (1960—1971, 1981—1986), ЦК КПСС (1971—1981).
Умер 15 июня 1986 года.

## Награды
- 2 ордена Ленина,
- 2 ордена Отечественной войны II степени
- Орден Красной Звезды
- Орден Дружбы народов
- Орден «Знак Почёта»
- медали.